# Айвочка
Айвочка или Хеноме́лес (лат. Chaenoméles) — небольшой род цветковых растений в составе семейства Розовые (Rosaceae). Представители рода в диком виде произрастают в Китае и Японии.

## Ботаническое описание

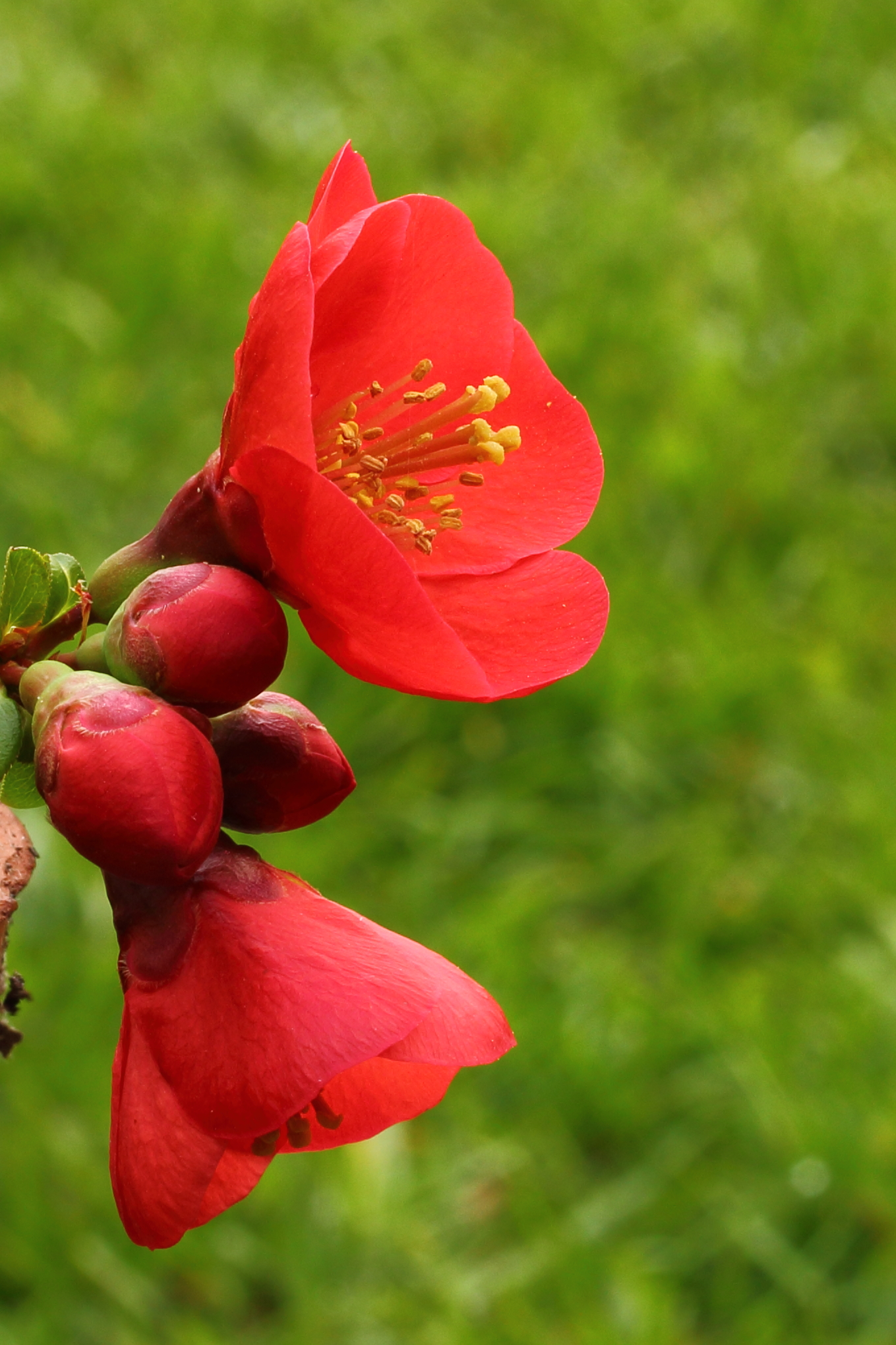
Бутоны и раскрывшиеся цветки Chaenomeles ×superba

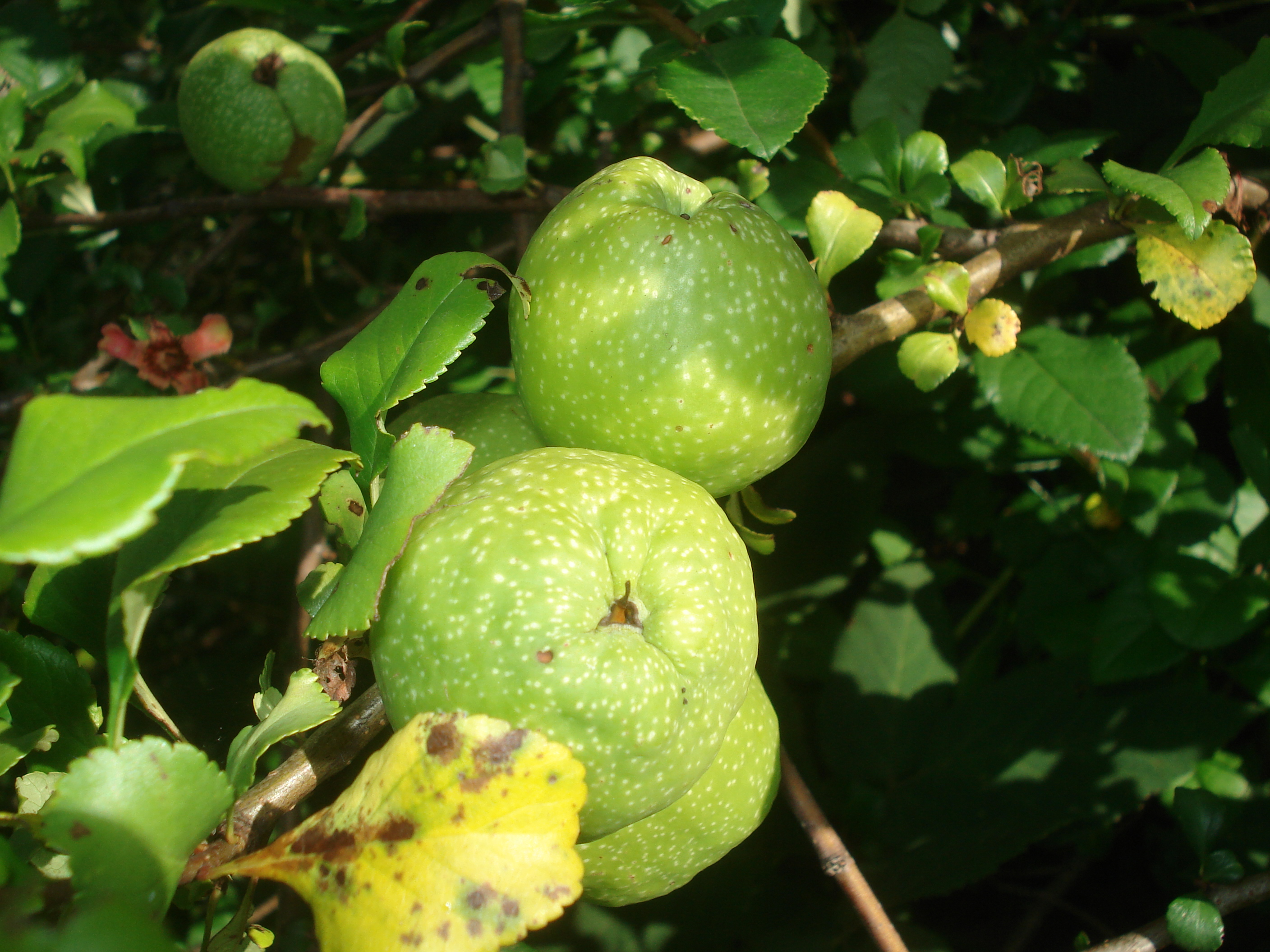
Плоды Хеномелес японский|хеномелеса японского (Chaenomeles japonica)

Листопадные или полувечнозелёные кустарники или небольшие деревья 1—6 м высотой. Побеги колючие или без колючек. Почки длиной 1—2 мм, с двумя наружными чешуйками.
Листья очерёдные, в очертании городчато-зубчатые или пильчатые, на черешках до двух сантиметров длиной. Прилистники не опадают.
Цветки крупные, 3—4,5 см в диаметре, одиночные или собранные по 2—6 в укороченные кисти, распускаются чаще всего до появления листьев. Венчик розового, белого или шарлахово-красного цвета, с пятью лепестками. Чашечка опадает при появлении плодов, с пятью мелкопильчатыми или цельными чашелистиками. В каждом цветке по 20—50 тычинок. Пестиков пять, столбики сросшиеся у основания. Завязь пятигнёздная, нижняя.
Плод крупный, грушевидной или яблокообразной формы, почти сидячий. Семена без эндосперма, коричневого цвета, в верхней части вытянутые и заострённые, к низу закруглённые. Созревают в сентябре—октябре.
Древесина заболонная, бурого или розовато-бурого цвета, рассеянно-сосудистая, с хорошо заметными годичными кольцами. Волокна с окаймлёнными порами, редко со спиралями.

## Хозяйственное значение и использование
Айвочки очень декоративны, нередко используются для создания живых изгородей, групп и шпалер. Размножают семенами, зелёными и корневыми черенками, корневыми отпрысками, делением куста и отводками.
Плоды ароматные, используются для приготовления компотов, желе и варенья. В сыром виде кислые.

## Классификация

### Таксономическое положение
- Chaenomeles Lindl., 1821, Trans. Linn. Soc. London 13: 97

Род Айвочка включается в семейство Розовые (Rosaceae) порядка Розоцветные (Rosales), последовательно входящего в более крупные клады Фабиды → Розиды → Суперрозиды → Эвдикоты → Цветковые растения. Таксономическая схема в соответствии с Системой APG IV по состоянию на июнь 2024 года:
|  |                          |  |                                   |                                   |                   |  | еще 8 семейств |               |               |                                                            |
|  |                          |  |                                   |                                   |                   |  |                |               |               | 5 подтвержденных видов и 11 видов, ожидающих подтверждения |
|  |                          |  |                                   | порядок Розоцветные               |                   |  |                |               | род Айвочка   |                                                            |
|  |                          |  |                                   | порядок Розоцветные               |                   |  |                |               | род Айвочка   |                                                            |
|  | клада Цветковые растения |  |                                   |                                   | семейство Розовые |  |                |               |               |                                                            |
|  | клада Цветковые растения |  |                                   |                                   |                   |  |                |               |               |                                                            |
|  |                          |  | ещё 63 порядка цветковых растений | ещё 63 порядка цветковых растений |                   |  |                | еще 116 родов | еще 116 родов |                                                            |
|  |                          |  |                                   | ещё 63 порядка цветковых растений |                   |  |                |               | еще 116 родов |                                                            |

## Виды
- Chaenomeles × superba (Frahm) Rehder
- Chaenomeles cathayensis (Hemsl.) C. K. Schneid. — Хеномелес катаянский
- Chaenomeles japonica (Thunb.) Lindl. ex Spach — Хеномелес японский, или Айвочка японская, или Айва японская
- Chaenomeles speciosa (Sweet) Nakai
- Chaenomeles thibetica T.T.Yu